# Relaciones Estados Unidos-Yemen
Las relaciones Estados Unidos-Yemen son las relaciones diplomáticas entre Estados Unidos y Yemen. En los años posteriores al ataque del 11 de septiembre de 2001 en el World Trade Center en la ciudad de Nueva York, Yemen se convirtió en un sitio clave para la recolección de inteligencia de los Estados Unidos y los ataques de aviones no tripulados en Al-Qaeda. Según el Informe de liderazgo global de EE. UU. de 2012, el 18% de los yemenís aprobó el liderazgo de EE. UU., con un 59% de desaprobación y un 23% de incertidumbre. Según un informe de febrero de 2015 del Servicio de Investigación del Congreso, los funcionarios de los Estados Unidos consideraron a Al-Qaeda en la península árabe como la afiliada de Al-Qaeda "con mayor probabilidad de intentar ataques transnacionales contra Estados Unidos".

## Historia
Los Estados Unidos establecieron relaciones diplomáticas con el Imamate en 1947. Una legación residente, luego elevado a embajada, se abrió en Taiz (la capital en ese momento) el 16 de marzo de 1959 y se mudó a Sana'a en 1966. Estados Unidos fue uno de los primeros países en reconocer a la República Árabe de Yemen, al hacerlo el 19 de diciembre de 1962. Uno de los principales programaa de la Agencia para el Desarrollo Internacional (USAID) construyó la Mocha - Carretera Taiz-Sana'a y el proyecto de agua Kennedy en memoria de Taiz, así como muchos proyectos más pequeños. El 6 de junio de 1967, el YAR, bajo la influencia de Egipto ian, rompió relaciones diplomáticas con los Estados Unidos a raíz del conflicto árabe-israelí de ese año. Secretario de Estado William P. Rogers restableció las relaciones luego de una visita a Sana'a en julio de 1972, y se concluyó un nuevo acuerdo de USAID en 1973.
El 7 de diciembre de 1967, los Estados Unidos reconocieron a la República Democrática Popular de Yemen y elevaron su Consulado General en Aden al estado de embajada. Sin embargo, las relaciones fueron tensas. El PDRY fue colocado en la lista de naciones que apoyan el terrorismo. El 24 de octubre de 1969, el sur de Yemen rompió formalmente las relaciones diplomáticas con los Estados Unidos. Los Estados Unidos y el PDRY restablecieron las relaciones diplomáticas el 30 de abril de 1990, solo 3 semanas antes del anuncio de la unificación. Sin embargo, la embajada en Aden, que se cerró en 1969, nunca se volvió a abrir, y el PDRY como entidad política ya no existe.
Durante un conflicto fronterizo de 1979 entre la República Árabe del Yemen y la República Democrática Popular del Yemen, los Estados Unidos cooperaron con Arabia Saudita para ampliar en gran medida el programa de asistencia de seguridad al YAR proporcionando [ [Northrop F-5 | F-5]] aviones, tanques, vehículos y entrenamiento. George H.W. Bush, mientras que el vicepresidente, visitó en abril de 1986, y el presidente Ali Abdullah Saleh visitó los Estados Unidos en enero de 1990. Los Estados Unidos tenían un programa de USAID de $ 42 millones en 1990. Desde 1973 hasta 1990, los Estados Unidos brindó asistencia al YAR en los sectores de agricultura, educación, salud y agua. Muchos yemeníes fueron enviados con becas del gobierno de los Estados Unidos para estudiar en la región y en los Estados Unidos. Hubo un programa Cuerpo de Paz con unos 50 voluntarios. El Servicio de Información de EE. UU. Operaba un instituto de idioma inglés en Sana'a.
En 1990, como resultado de las acciones de Yemen en el Consejo de Seguridad de la ONU después de la invasión iraquí de Kuwait, los Estados Unidos redujeron drásticamente su presencia en Yemen, incluida la cancelación de toda la cooperación militar, la asistencia no humanitaria y El programa del Cuerpo de Paz. Los niveles de USAID cayeron en el año fiscal 1991 a $ 2.9 millones.

## Historia reciente
En noviembre de 2001, dos meses después de los ataques terroristas de Al-Queda en los Estados Unidos, el Presidente de Yemen  Saleh visitó Washington D. C. Y, posteriormente, Yemen incrementó sus esfuerzos de cooperación contra el terrorismo con los Estados Unidos. El presidente Saleh regresó a Washington D. C., en junio de 2004 cuando fue invitado a asistir a la Cumbre de Sea Island G8 y aceptó participar en las actividades futuras detalladas en la carta de Sea Island. En noviembre de 2005 y mayo de 2007, el presidente Saleh visitó nuevamente a funcionarios de alto nivel en Washington D. C., incluidos el  Presidente George W. Bush y la  Secretaria del Estado Condoleezza Rice.
Los Estados Unidos. El programa de la Agencia para el Desarrollo Internacional] en Yemen terminó en septiembre de 2000, pero se fortaleció en 2003 y se reabrió una oficina USAID en Sana'a. Yemen también recibió una importante financiación de la Iniciativa de Asociación del Medio Oriente. Los fondos apoyaron principalmente proyectos de alfabetización, monitoreo de elecciones, capacitación para la sociedad civil y el mejoramiento de los procedimientos electorales. En 2006, el Departamento de Agricultura de los Estados Unidos proporcionó 30,000 toneladas métricas de harina de soya que se vendieron por aproximadamente $ 7.5 millones para financiar programas en apoyo del sector agrícola de Yemen.
Las relaciones de defensa entre Yemen y los Estados Unidos mejoraron rápidamente, con la reanudación de la asistencia internacional en materia de educación y formación militar y la transferencia de equipo militar y piezas de repuesto. En el año fiscal 2006, el financiamiento militar extranjero (FMF) de los EE. UU. Para Yemen fue de $ 8,42 millones, la Educación y entrenamiento militar internacional (IMET) fue de $ 924,000 y la No proliferación, el antiterrorismo, el desminado y los programas relacionados (NADR) fue de $ 1,4 millones. En el año fiscal 2006, Yemen también recibió $ 7,9 millones en Fondos de Apoyo Económico (FSE), $ 10 millones en asistencia de Alimentos para el Progreso (Título 1) y $ 5 millones en fondos para apoyo contra el terrorismo.
El 29 de julio de 2011, respondiendo a las violentas protestas en Yemen, el Banco Mundial suspendió el desembolso de los fondos prometidos por donantes internacionales en una conferencia en 2006. Bajo un plan Consejo de Cooperación del Golfo apoyado por los EE. UU., El entonces presidente Saleh aceptó un plan de transición y un nuevo presidente, Abdo Rabbo Mansour Hadi, fue elegido en febrero de 2012. En mayo de 2012, el presidente Obama emitió una orden ejecutiva que otorga a Departamento de Hacienda de los Estados Unidos la autoridad para congelar los activos con sede en EE. UU. transición en Yemen.
Después de meses de conflicto civil,  Houthi los rebeldes tomaron el control de la parte norte de Yemen a principios de 2015, el asediado presidente Hadi renunció y el gobierno colapsó. La embajada de Estados Unidos cerró en febrero de 2015 y su personal fue evacuado.

## Ayuda externa

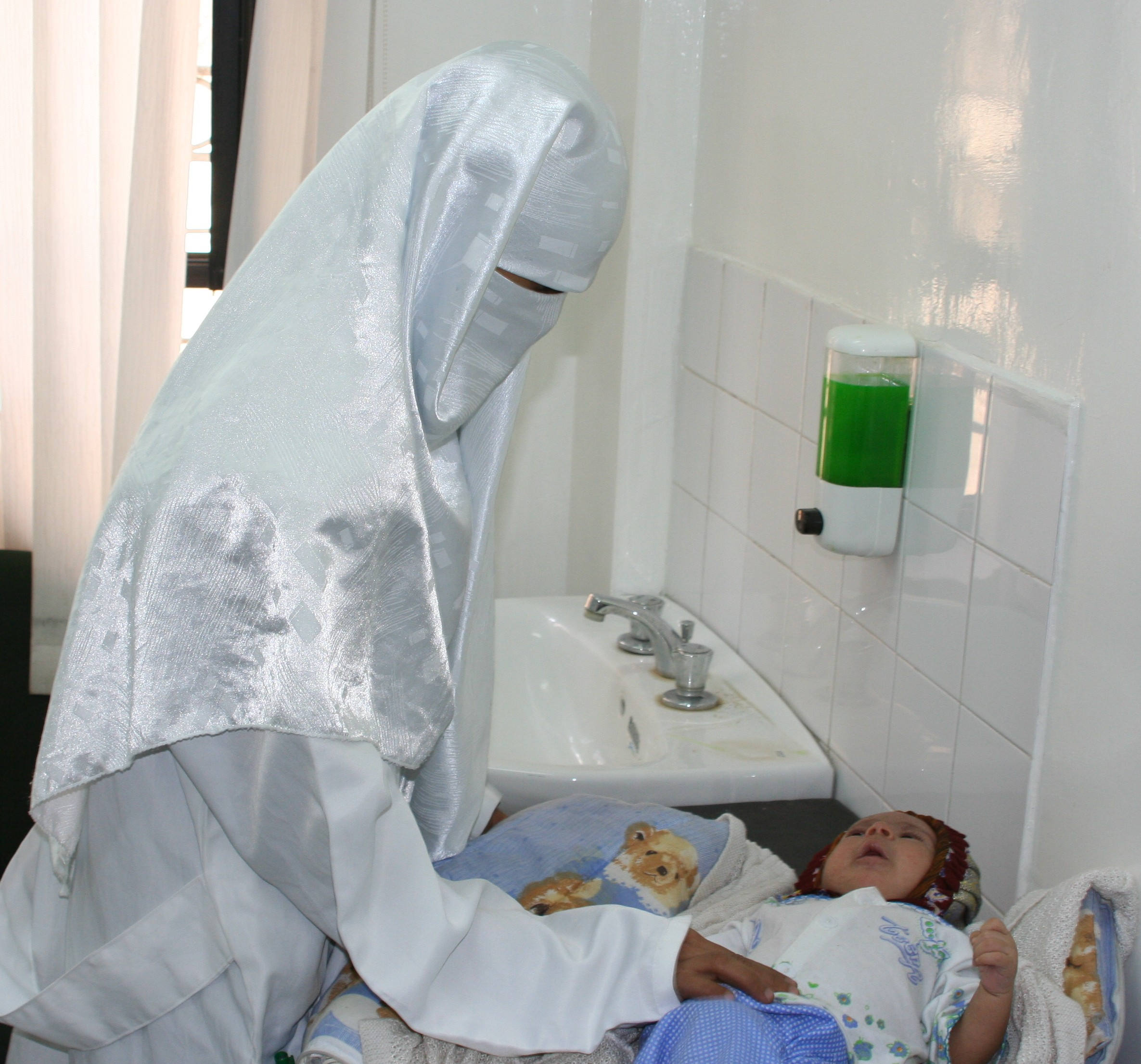
Una médica yemení examina a un bebé en una clínica de atención médica patrocinada por USAID.

En los últimos año fiscal s, Yemen ha recibido en promedio entre $ 20 y $ 25 millones anuales en total en los Estados Unidos ayuda extranjera. Para el año fiscal 2009, la Administración ha solicitado $ 28.2 millones en asistencia para Yemen, un aumento de su paquete de ayuda de $ 20.7 millones en el año fiscal 2008. Entre el año fiscal 2006 y el año fiscal 2007, Yemen también recibió aproximadamente $ 31.5 millones de la cuenta de la Sección 1206 del Departamento de Defensa de los Estados Unidos. La Sección 1206 Autoridad es una cuenta del Departamento de Defensa diseñada para proporcionar equipo, suministros o capacitación a fuerzas militares nacionales extranjeras que participan en operaciones antiterroristas. Los destinatarios principales del apoyo de 1206 son las Fuerzas de Operaciones Especiales de Yemen [YSOF], la Décima Primera Brigada del Ejército Yemení y el comando de apoyo logístico principal del Ministerio de Defensa de Yemen conocido como Base de Reparación Central.
La ayuda económica estadounidense a Yemen también apoya la democracia y la programación de la gobernanza. Durante casi cinco años, el Instituto Nacional Demócrata (NDI, por sus siglas en inglés) ha ejecutado programas en las provincias periféricas de Yemen para apoyar estrategias de resolución de conflictos diseñadas para poner fin a los asesinatos por venganza entre las tribus.
En noviembre de 2005, la Corporación del Desafío del Milenio (MCC) suspendió la elegibilidad de Yemen para recibir asistencia en virtud de su programa umbral, y concluyó que, luego de que se nombrara a Yemen como un posible candidato de ayuda en el año fiscal 2004, la corrupción en el país había aumentado. Yemen volvió a ser elegible para volver a presentar una solicitud en noviembre de 2006 y su elegibilidad fue restablecida en febrero de 2007, casi seis meses después de haber celebrado lo que algunos observadores describieron como una elección presidencial relativamente exitosa.
La capacitación de los Estados Unidos y otra asistencia militar a Yemen, que totalizó $ 176 millones en 2010, se redujo a $ 30 millones en 2011 después de que el entonces presidente Ali Abdullah Saleh autorizara una acción armada contra manifestantes políticas antigubernamentales.
El programa de umbral de Yemen fue aprobado el 12 de septiembre de 2007. Sin embargo, después de que surgieron los informes de la liberación de Jamal al Badawi un mes después, el MCC canceló una ceremonia para inaugurar la subvención de umbral de $ 20.6 millones, afirmando que la agencia está "revisando su relación con Yemen. ”Desde entonces, no ha habido informes sobre el estado de la asistencia de MCC a Yemen.

## Cooperación de inteligencia y disputa sobre las políticas antiterroristas de Yemen
Inmediatamente después de la Atentado contra el USS Cole en 2000, los funcionarios de los Estados Unidos se quejaron de que las autoridades yemeníes no cooperaron en la investigación. Después de los ataques terroristas del 11 de septiembre de 2001, el gobierno yemení se mostró más dispuesto a colaborar con la campaña de Estados Unidos para reprimir a Al Qaeda. El presidente Saleh ha permitido que pequeños grupos de tropas de las Fuerzas Especiales de los EE. UU. Y agentes de la CIA ayuden a identificar y eliminar a los cuadros de Al Qaeda que se esconden en Yemen, a pesar de la simpatía por Al Qaeda entre muchos yemeníes. Según artículos de prensa que citan a funcionarios estadounidenses y yemeníes, el gobierno yemení permitió al personal estadounidense lanzar un ataque con misiles desde un avión no tripulado contra un automóvil en el este de Yemen en noviembre de 2002, matando a seis presuntos terroristas, entre ellos Qaid Salim Sinan al Harithi, el líder de Al Qaeda en Yemen y un planificador clave del ataque al USS Cole. Yemen luego arrestó al reemplazo de al Harithi, Muhammad Hamdi al Ahdal, un año después. Los Estados Unidos también han ayudado a Yemen a construir y equipar a un moderno guardacostas utilizado para patrullar el estrecho estratégico de Bab al Mandab, donde el Mar Rojo se encuentra con el Golfo de Adén y el Océano Índico.
Finalmente, los Estados Unidos han brindado asistencia técnica, equipo y capacitación a la Unidad Antiterrorista [ATU] de las fuerzas de seguridad central yemení y otros departamentos del Ministerio del Interior yemení.
A pesar de la reciente cooperación de seguridad entre los Estados Unidos y Yemen, muchos funcionarios de los Estados Unidos consideran inadecuadas las políticas antiterroristas de Yemen. Según los Informes de País sobre Terrorismo de 2007 del Departamento de Estado de EE. UU., “A pesar de la historia de actividades terroristas de Yemen y las repetidas ofertas de asistencia del gobierno de EE. UU., Yemen carecía de una ley integral contra el terrorismo. La ley actual aplicada al contraterrorismo era débil ".
En la primavera de 2008, el director del FBI, Robert Mueller, viajó a Yemen para discutir temas de antiterrorismo con el presidente Saleh, incluida una información actualizada sobre el estado de Jamal al Badawi y otros agentes conocidos de Al Qaeda. Según un informe de Newsweek, "la reunión entre Mueller y el presidente yemení Ali Abdullah Saleh no fue buena", según dos fuentes que fueron informadas sobre la sesión pero que pidieron no ser identificadas para discutirlo. Saleh no dio respuestas claras sobre el sospechoso, Jamal al Badawi, y dejó a Mueller "enojado y muy frustrado", dijo una fuente, quien agregó que "rara vez ha visto al director taciturno del FBI que está tan molesto".
Yemen sigue albergando a varios agentes de Al Qaeda y se ha negado a extraditar a varios militantes conocidos en la lista de terroristas más buscados del FBI. (El artículo 44 de la Constitución establece que un nacional yemení no puede ser extraditado a una autoridad extranjera). Tres operativos conocidos de Al Qaeda ( Jamal al Badawi,  Fahd al Quso, y Jaber A. Elbaneh, buscados en el programa Recompensas para la Justicia del FBI, se encuentran en Yemen. Antes de su encarcelamiento, Elbaneh estaba libre en Sana'a a pesar de su convicción por su participación en el ataque del 2002 al petrolero francés Limburg y otros ataques contra las instalaciones petroleras de Yemen. En 2003, los fiscales de los Estados Unidos acusaron a Elbaneh en ausencia de conspiración para [proporcionar apoyo material a una organización terrorista extranjera].
En los Archivos de Yemen de Wikileaks 2016, publicados en noviembre de 2016, la correspondencia entre el Ministerio de Defensa de Yemen y el Ejército de los EE. UU. reveló que Yemen había adquirido 218.000.000 de dólares en aviones militares a través de los Fondos de Asistencia de Seguridad de los Estados Unidos.

## Yemenis en la Bahía de Guantánamo

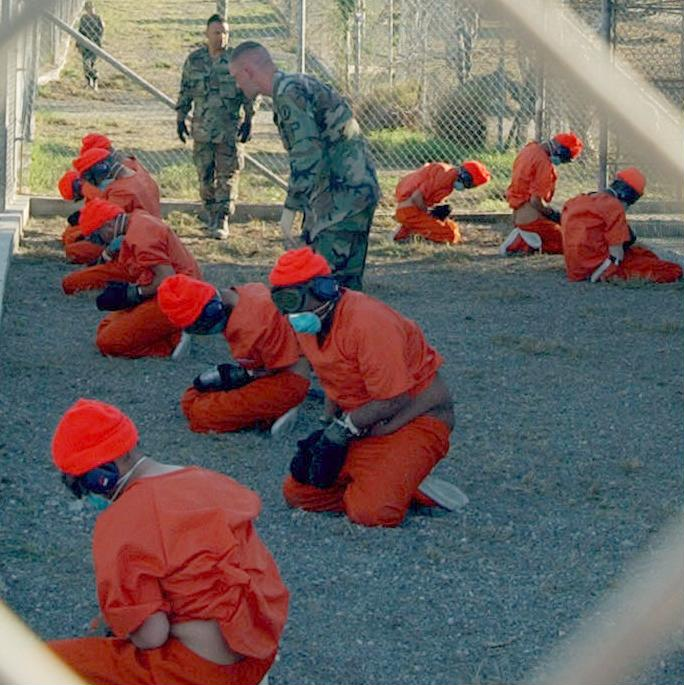
Detenidos al llegar a Camp X-Ray, campo de detención de la bahía de Guantánamo, 2002

En noviembre de 2008, 101 prisioneros yemeníes seguían recluidos en la prisión militar de los Estados Unidos en Bahía de Guantánamo, Cuba. Entre este grupo, cuatro hombres han sido acusados; dos han sido condenados en comisiones militares y dos están acusados de crímenes de guerra por su participación en el 11 de septiembre de 2001, atentados terroristas. Según un informe, "los 97 restantes son un grupo ecléctico de combatientes intempestantes impenitentes y guerreros accidentales ... Sin embargo, separar a los detenidos en dos grupos y determinar dónde caen individuos diferentes en un espectro de violencia pasada y potencial es una tarea casi imposible." En diciembre, Salim Hamdan, quien fue condenado en agosto por ayudar a Al Qaeda y sentenciado a cinco años y medio de prisión, fue liberado y entregado a las autoridades yemeníes. Fue devuelto a Yemen y posteriormente liberado después de cumplir el resto de su condena. Entre los detenidos en Guantánamo que no han sido acusados se encuentran el hermano del comandante adjunto de Al Qaeda en Yemen. Qué hacer con los prisioneros yemeníes restantes es un tema de debate dentro de los Estados Unidos
gobierno. El gobierno yemení a menudo no ha mantenido encarcelados a terroristas conocidos, ya que el presidente Saleh optó por negociar con militantes endurecidos para usarlos contra yihadistas más letales o para asegurar pactos de no beligerancia de los afiliados de Al Qaeda.
El 22 de enero de 2009, el presidente Obama firmó una serie de órdenes ejecutivas para cerrar el centro de detención de los EE. UU. En la Bahía de Guantánamo, Cuba. Con los yemeníes componiendo casi el 40% de la población carcelaria restante, los responsables de formular políticas de los Estados Unidos ahora tendrán la tarea de revisar sus casos individuales. Según los informes iniciales, "las opciones enumeradas incluyen la repatriación a sus países de origen o un tercer país dispuesto, juicios civiles en este país o un sistema civil o militar especial".
El gobierno yemení presionó a los funcionarios estadounidenses para financiar un programa de rehabilitación para presos, similar a un programa del gobierno de Arabia Saudita que utiliza a los clérigos y las redes de apoyo social para desradicalizar y monitorear a los presos. Entre 2002 y 2005, el ministro de Asuntos Religiosos de Yemen y el Juez de la Corte Suprema  Hamoud al-Hittar llevaron a cabo un programa de "diálogo" sin éxito con islamistas yemeníes en el que intentó convencer a los presos de que la Jihad en el islam es para la defensa. , no para ataques ofensivos. Más de 360 militantes fueron liberados después de pasar por el programa, pero casi no hubo apoyo posterior a la liberación, como ayudar a los detenidos a encontrar trabajo y esposas, elementos clave de la iniciativa saudí. Varios graduados del programa regresaron a la violencia, incluidos tres de los siete hombres identificados como participantes en el atentado de septiembre de la Embajada de los Estados Unidos en Yemen. Otros observadores han sugerido financiar una prisión tipo Supermax en Yemen, aunque los costos son inciertos, y existe poca fe de los Estados Unidos en la capacidad de las autoridades yemeníes para mantener la seguridad.

## Misiones diplomáticas y embajadores.

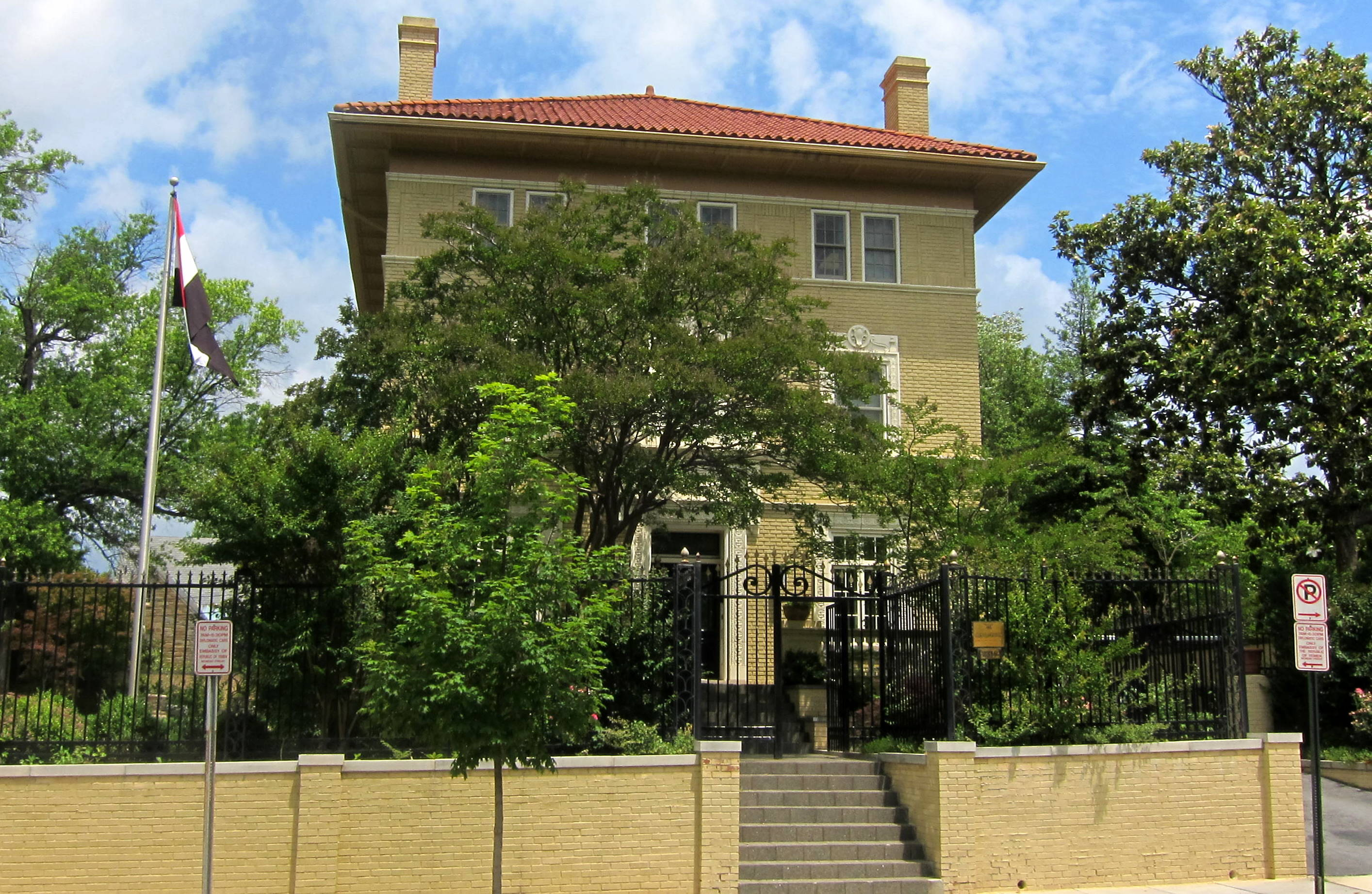
Embajada de Yemen en Washington D. C..

Hay una embajada de los Estados Unidos en Sana'a y una embajada yemení en Washington D. C.. El actual embajador de Estados Unidos en Yemen es Matthew H. Tueller.

### Ataque a la Embajada de Estados Unidos en Sana'a
El 17 de septiembre de 2008, un bombardeo de la embajada estadounidense en Sana'a, la capital de Yemen, dejó un saldo de 10 civiles y policías yemeníes muertos.

### Cierre de la Embajada de Estados Unidos en 2010
A fines de diciembre de 2009, la Embajada solicitó a los estadounidenses en Yemen que vigilen cualquier actividad terrorista sospechosa después de un incidente terrorista a bordo de un vuelo a los EE. UU. que estaba vinculado a Yemen. El 3 de enero de 2010, preocupado por la información que sugiere que las amenazas terroristas podrían ser inminentes, la Embajada en Sana'a cerró por dos días.

### Cierre de la Embajada de Estados Unidos en 2015
El 10 de febrero de 2015, los Estados Unidos anunciaron el cierre temporal de su embajada en Yemen y la evacuación de diplomáticos debido a la continua crisis en Yemen.

## Galería

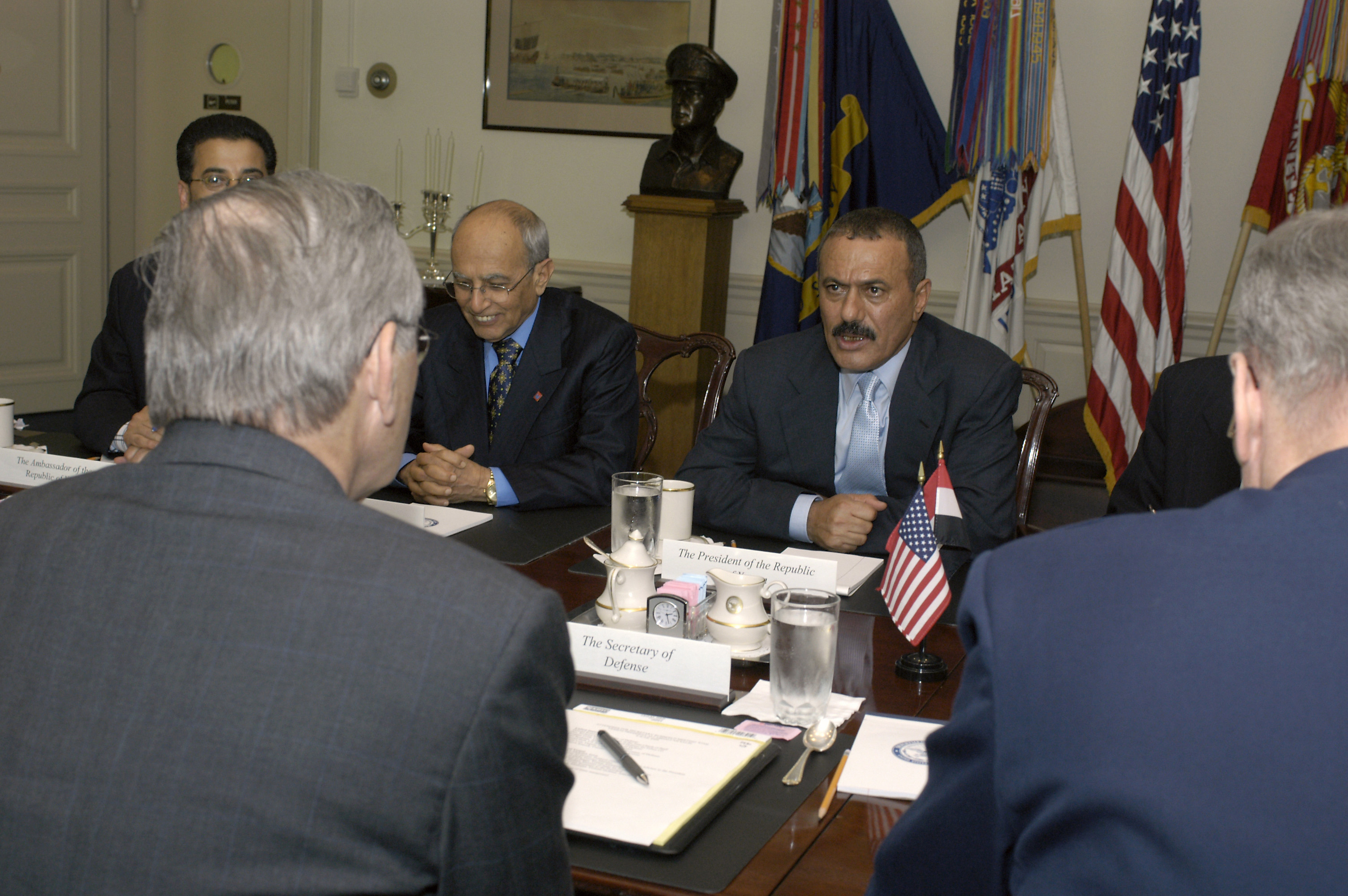
Saleh en el Pentágono, 8 de junio de 2004
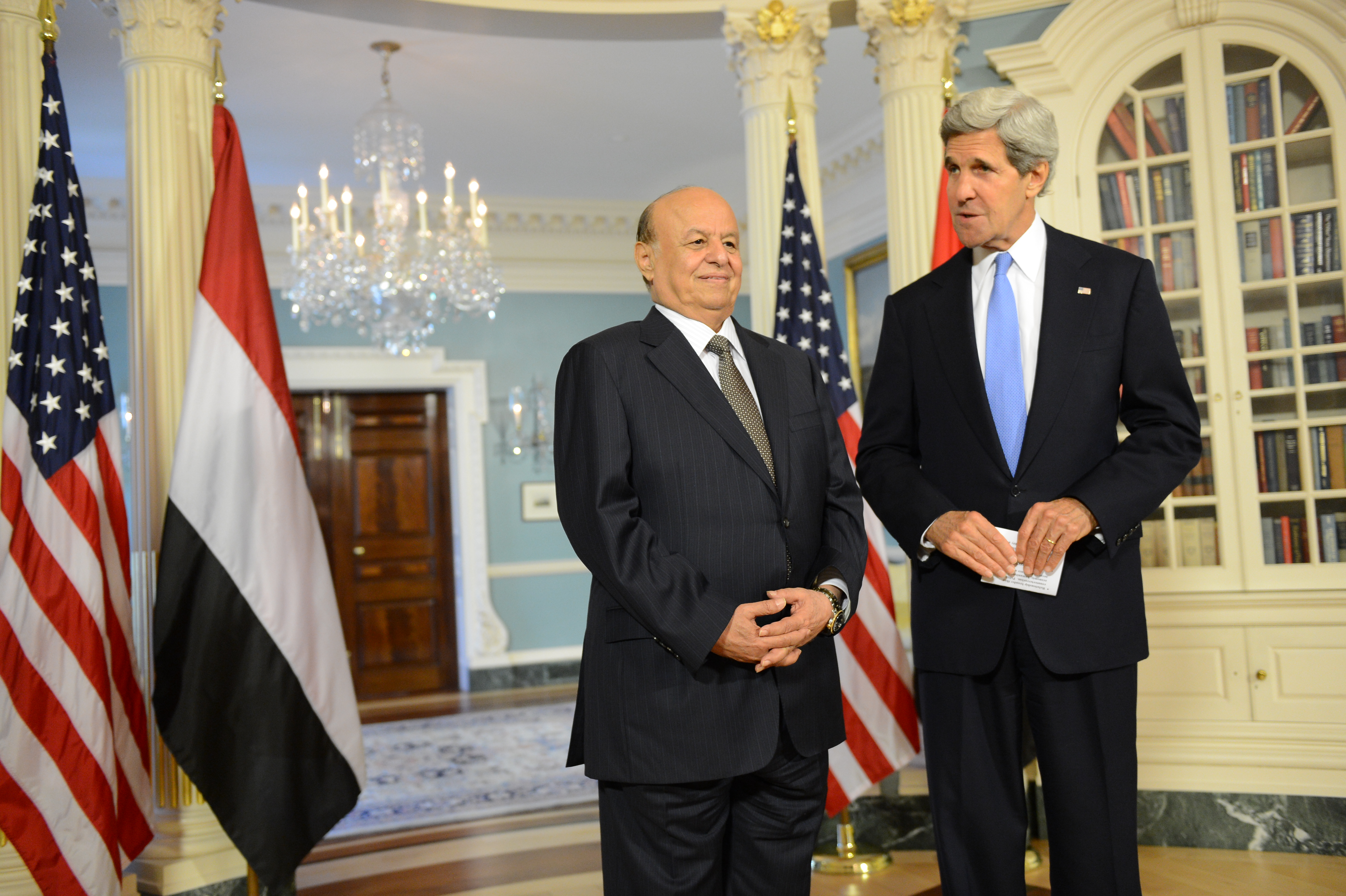
El presidente yemení Abdo Rabbo Mansour Hadi con el Secretario de Estado de los Estados Unidos John Kerry, 29 de julio de 2013